# محمد محمود الزبيري
محمد محمود الزبيري (1910م - 1965م) شاعر وثائر وسياسي يمني ولد في حي "بستان السلطان" بصنعاء، وهو أحد الأحياء التاريخية في صنعاء القديمة، عام 1910م، وهو من أسرة تنتمي إلى الطبقة الوسطى، ويشتغل بعض أفرادها بالقضاء والبعض الآخر بالتجارة، وقد ابتعدت به موهبته عن اهتمامات أسرته، وأنشأته منذ الطفولة الباكرة نشأة روحية متصوفة غير ميال إلى القضاء، وغير ميّال إلى التجارة".
ذهب إلى مصر لإكمال تعليمه، فالتحق بدار العلوم، ثم عاد إلى اليمن عام 1941م، وقد خطب الناس جمعةً في العام نفسه فدخل السجن، وخرج من السجن عام 1942م، فاتجه إلى تعز ومنها إلى عدن.
وفي عدن أنشأ «حزب الأحرار» عام 1944م، ثم يُغّيِّر اسمه بعد عامين إلى «الجمعية اليمنية الكبرى»
(1944م - 1948م)، وكان رئيس تنظيم الاتحاد اليمني (1953م - 1962م).
عاش الزبيري فترة حرجة من تاريخ اليمن، وهي فترة المملكة المتوكلية اليمنية (1918م - 1962م)، التي كثرت فيها الصِّراعات والثورات، وحينما شبت ثورة الدستور عام 1948م في اليمن عاد من عدن إلى صنعاء وزيراً للمعارف، وعندما فشلت طورد، ورفضت الدول العربية استضافته فاتجه إلى باكستان.
وحينما شبت ثورة 26 سبتمبر عام 1962م في اليمن عاد وزيراً للتربية والتعليم في صنعاء.
خلال دراسته بالقاهرة تأثر بأجوائها السياسية، ومال إلى الإخوان المسلمون، على الرغم أنه زيدي المذهب، وبهذا التأثير أنشأ باليمن.
بينما كان يُلقي خطاباً في 31 مارس 1965م  أطلق عليه ثلاثة من الجناة النار، فسقط مضرجاً في دمائه.
و تخليدا لذكراه وتكريماً لدورة النضالي الكبير أطلقت الحكومة اليمنية اسمه، بعد اغتياله منتصف الستينات من القرن الماضي، على أحد الشوارع الرئيسية في العاصمة صنعاء، وهو شارع الزبيري، والذي يعد اليوم أحد أطول شوارع العاصمة وأكثرها حيوية.

## حياته الأدبية والسياسية
ولد ونشأ في صنعاء في حارة بستان السلطان، وبها بدأ تعلمه وتأثر تأثراً شديداً بتعاليم الصوفية ونعم بها كما لم ينعم بشيء آخر، ومال إلى الأدب عامة والشعر خاصة، فدرسه حتى تمكن من نفسه، فهام به أي هيام. وقبل نشوب الحرب العالمية الثانية انتقل إلى مصر ليتم دراسته، فالتحق بدار العلوم حصن اللغة العربية، وقبل أن يتم دراسته فيها عاد إلى اليمن عام 1941م.

## بداية النضال
بقي الزبيري بعدها بمكة المكرمة طالبا للعلم إلى أن رحل عنها إلى مصر سنة 1939 م حيث التحق بدار العلوم بالقاهرة، وهناك تعرف على الإمام حسن البنا والمجاهد الجزائري الفضيل الورتلاني فانضم إلى جماعة الإخوان المسلمين[بحاجة لمصدر]، وفي ذلك يقول الأستاذ علي ناصر العنسي: «أول تجمع لنا كان ونحن في القاهرة عندما كنا ندرس في الأزهر، وبدأنا الاتصال بالإخوان المسلمين ومنهم الشيخ حسن البنا الذي كان يرى أن اليمن أنسب البلاد لإقامة الحكم الإسلامي الصحيح، وأن المناخ مناسب للإخوان المسلمين ليعملوا فيها. فكان يهتم بنا اهتماما خاصا، ويولي عنايته بشكل أخص لكل من الزبيري والمسمري اللذين كان يعتبرهما شخصيتين متميزتين، ومن هنا بدأت الحركة الوطنية بين الطلاب اليمنيين».
وقد أسس الزبيري وبعض رفاقه في القاهرة أول حركة منظمة لمعارضة الحكم الإمامي في اليمن في سبتمبر عام 1940 م تحت اسم «كتيبة الشباب اليمني»..[بحاجة لمصدر]
وفي سنة 1942 قطع الزبيري دراسته عائدا إلى اليمن التي رأى أنها تستحق منه مجهودا كبيرا لإنقاذ البلاد من الأوضاع المتردية والمأساوية التي كانت تكتنف اليمن آنذاك تحت حكم الأئمة من أسرة حميد الدين، وقد صور هذه الحالة قائلا:
وعند قدومه إلى اليمن قدم مذكرة للإمام المتوكل يحيى حميد الدين تتضمن مشروعا لإنشاء جمعية الأمر بالمعروف والنهي عن المنكر، كما ألقى خطبة في الجامع الكبير بصنعاء؛ وهو ما أغضب الإمام يحيى؛ فكان جزاؤه السجن مع عدد من شباب اليمن الأحرار في سجن «الأهنوم»؛ حيث انصرف للصلاة وتلاوة القرآن والذكر والتأمل وكتابة الشعر
في نفس العام الذي عاد فيه من القاهرة استقبلته سجون صنعاء والأهنوم وتعز ولما استطاع محبوه أن يخرجوه من السجن لم يطق البقاء في اليمن - السجن الكبير كما دعاه -

## تنقل وترحال
وعند خروجه من السجن الذي لبث فيه قرابة تسعة أشهر صور الزبيري ذلك الخروج قائلا:
ولم يجد الزبيري بُدًّا من الالتفاف حول ولي العهد أحمد نجل الإمام يحيى مع كثير من المثقفين الذين رأوا فيه أملا منقذا لهم، لكنهم سرعان ما أدركوا وَهْم ما هم فيه، فخرجوا بدعوتهم الإصلاحية فارين إلى عدن التي كانت متنفسا للأحرار..
وفي عدن بدأت مرحلة جديدة في الكفاح والنضال؛ حيث أسس الزبيري مع رفيق كفاحه أحمد محمد نعمان حزب الأحرار سنة 1944 الذي تحول اسمه إلى «الجمعية اليمانية الكبرى» عام 1946، وأصدر صحيفة «صوت اليمن»، وفوضت الجمعية الإمام حسن البنا في أن يتحدث عنها في كل شأن من الشئون،[بحاجة لمصدر] واستمر الكفاح حتى قيام ثورة 1948م؛ حيث قتل الإمام يحيى حميد الدين، ونصب عبد الله الوزير إماما جديدا لحكم دستوري شرعي، وكان [محل شك].
ولكن الثورة سرعان ما فشلت، فعاد الإمام أحمد بن يحيى حميد الدين نجل الإمام المقتول ليبطش بكل رجالات الثورة، وليفتح صنعاء أمام القبائل التي ناصرته للنهب والسلب؛ فغادر الزبيري اليمن، ولم يكن هناك باب من أبواب الدول العربية مفتوح له هذه المرة؛ فذهب إلى باكستان، وهناك التقى وتعرف على شاعر النفس المؤمنة عمر بهاء الدين الأميري الذي كان سفيرا لسوريا في باكستان، وله مع الزبيري مساجلات شعرية لم تطبع إلى الآن. وفي باكستان رثى شعبه بقصيدة جاء فيها
وما كاد الزبيري يسمع بقيام ثورة يوليو 1952 بمصر إلا وقرر الرحيل إليها؛ حيث بدأ نشاطه مع رفيقه النعمان بتجميع صفوف الطلاب اليمنيين، وامتد نشاطه إلى اليمنيين في السودان على الرغم من المضايقات التي تعرض لها من قبل النظام المصري، وكان الزبيري يلقي القصائد من خلال إذاعة صوت العرب [محل شك]، وكان لأحاديثه وقصائده دور كبير في إنقاذ الأحرار داخل المملكة المتوكلية (اسم عرفت به اليمن قبل قيام الثورة) من الإحباط واليأس وعدم إمكانية التغيير، خصوصا بعد سقوط ثورة 1948 م التي كانت أملا للأحرار في الخلاص من ظلم وطغيان الإمامة والإنقاذ من الفقر والجهل والمرض، وكان الزبيري يقول: «كنت أحس إحساسا أسطوريا بأنني قادر بالأدب وحده على أن أقوض ألف عام من الفساد والظلم والطغيان».

## قصيدته في الملك عبدالعزيز

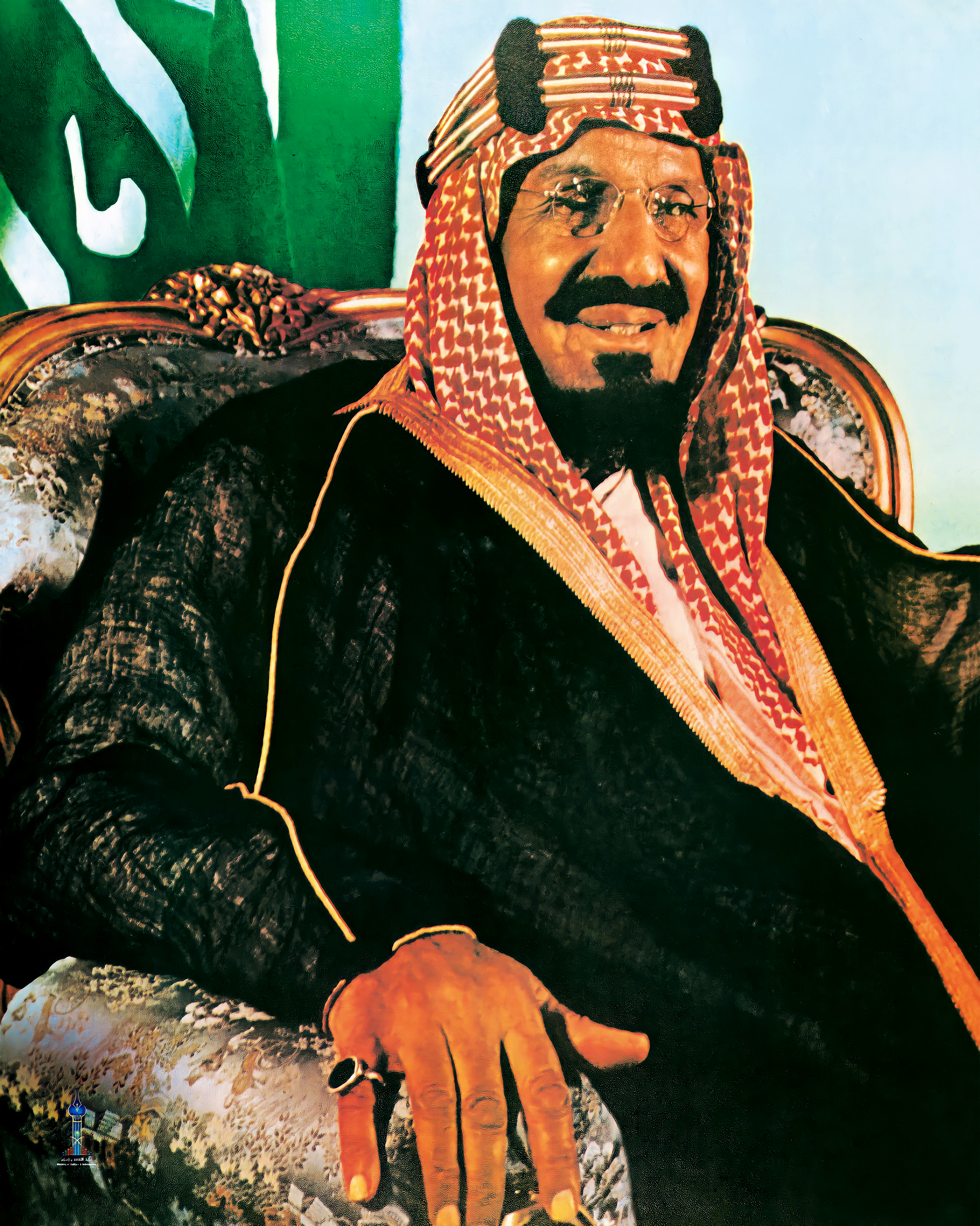
الملك عبدالعزيز بن عبدالرحمن بن فيصل آل سعود

قال الشاعر محمد محمود الزبيري قصيدة في الملك عبدالعزيز بن عبدالرحمن آل سعود في موسم الحج بمكة المكرمة عام 1358هـ/1940م أثنى فيها عليه و قال:
| محمد محمود الزبيري | قلب الجزيرة في يمينك يخفقُ وهوى العروبة في جبينك يشرقُ ولعمر مجد المسلمين لأنت في أنظارهم أمل منير شيقُ وهبوك أفئدة الولا ووهبتهم مجداً تقدسه القلوب وتعشقُ إن الجزيرة شرقها ودبورها وشمالها حرم بوجهك مونقُ وحدتها ونفخت في أرجائها روحا تُحب بها البلاد وتعتقُ ويكاد منها الصخر يمشى حاسراً لك عن معاينه التي لا ترمقُ قل لي بربك أي كف عبدت لك منهجاً ما كان قبلك يطرقُ وبأي عزم قمت وحدك ناهضاً والنوم في جفن العروبة مطبقُ جردت للطاغين سيفاً صارماً فتمزقت آثارهم وتمزقوا وقمعت عفريت الغلا فهديته والسيف أهدى للجهول واصدقُ وبذاك أمنت الحجيج وأُفهموا أن الفريضة قربة لا مأزقُ وهدمت كل عقيدة ممقوتة كانت تضل بها العقول وترهقُ ورفعت رأسك في الممالك عالياً والملك حر والنظام موفقُ حتى إذا شب النزاع وحاولوا أن تستميل وبصبصوا وتملقوا خيبتهم وهمست في آذانهم أن الجزيرة غابة لا تطرقُ وبنيت حول البيت أو حول الهدى حصناً بأسباب النجوم يعلقُ ماذا دهى الإنسان في أطواره حتى نراه في الردى يتعشقُ يسعى ليلقي النار في أحشائه ويخال أن سواه منها يحرقُ إنا لنأسف للحضارة أن ترى منهارة لكننا لا نفْرَقُ فلنا بنهضتنا وسالف مجدنا شرف نفوز به إذا ما أخفقوا سلهم عن النور الذي جئنا به فاستصبحوا بضيائه واستشرقوا سدنا البلاد فما استقر قرارنا حتى تلألأ غربها والمشرقُ سعد الضعيف برفقنا حتى إذا ملكوا الضعيف بحكمهم لم يرفقوا إنا لأعرق في المعالي منهم وأحق منهم بالنهوض وأخلقُ إن تسحق الدنيا معاول غيهم فلنا بلاد حرة لا تسحقُ ولسوف نشرق بالعلا إن غربوا والشرق أحفل بالضياء وأليقُ والعيش لولا الطامعون ميسر والمجد لولا الحاسدون محققُ ونفوسنا اللاتي سمت بجدودنا هي لم تزل، لا بل أشد وأحنقُ فلقد تجرعنا كؤوساً مرة لم يشربوا منها ولم يتذوقوا واليوم حان بنا التفرق وأنجلى لشعوبنا أن التفرق موبقُ وتقشع الحلم الأنيق خداعه فإذا الحقيقة مرة لا تونقُ وإذا الحقوق سليبة مهضومة وإذا الوعود خديعة لا تصدُقُ وإذا البلاد تمخضت عن منقذ أدرى بإنقاذ الشعوب وأحذقُ وهبت له العليا معارج أفقها فعلا بهمته التي لا تُسبَقُ وسما إلى عرش يلوذ بركنه من أيدوا الدين الحنيف وصدقوا علموا بأن الله حارس بيته يختار فيه من يشاء ويخلقُ ولرب يوم تزدهي أمم الهدى بتراثها العالي الذي لا يخلِقُ في ظل بيت الله تحت لوائه فسموا بشرعته التي لا تمحقُ ونسير صفاً واحدا لا ينثني بعواصف الدنيا ولا يتمزقُ فتول يا عبدالعزيز عزائماً من أمة تهوى السمو وتعشقُ ولتحي في عرش القلوب مؤيدا وليحيا شعب حول عرشك يُغدقُ وإليك يا أسد الجزيرة خفقة من قلب صب لم يزل بك يخفقُ ناءت بمحملها حنايا لوعتي وهفت إليك بها القوافي السُبّقُ يمنيةً مكيةً نجديةً قل ما تشاء فإنها لا تفرقُ | محمد محمود الزبيري |

## العودة إلى الوطن
وحين قامت ثورة السادس والعشرين من سبتمبر عام 1962م التي أطاحت بالحكم الإمامي استدعى الضباط الثوار الأستاذ الزبيري؛ لعلمهم أن مجيئه ومشاركته في الحكم يضفيان على الحكم شرعية كانوا بحاجة إليها، خصوصا أن الثورة لم تنته من خصومها من الملكيين الذين كان لهم الكثير من الأنصار بسبب الصبغة الدينية التي كانوا يضفونها على أنفسهم، وكانوا يلقون الدعم من الخارج أيضا.
فعاد الزبيري إلى صنعاء، وأُعد له استقبال مهيب لم تحظَ شخصية جماهيرية بمثله وعين وزيرا للمعارف في حكومة الثورة، ثم نائبا لرئيس الوزراء وعضوا في مجلس الثورة حتى استقال عام 1964 م؛ حيث إن التدخلات الخارجية أدخلت اليمن في حرب أهلية، فسارع الزبيري لإصلاح ذات البين بين القبائل، واشترك في مؤتمرات الصلح بين اليمنيين في «كرش» و«عمران»، كما تولى رئاسة مؤتمر «أركويت» بالسودان عام 1964 م.
وقد تبين لأبي الأحرار أنه ينفخ في رماد، وأنه لا بد من حماية الثورة من خصومها وأصحابها على السواء، فخرج من صنعاء صبيحة إعلان حالة الطوارئ في البلاد وإعلان الأحكام العسكرية، وكان يقول بأنهم بهذه القوانين يجيزون قتله..
خرج الزبيري وبصحبته بعض رفاقه ومنهم الأستاذ عبد الملك الطيب صاحب كتاب «التاريخ يتكلم» الذي أرخ لتلك الفترة بأمانة علمية، والشيخ عبد المجيد الزنداني (الذي استدعاه الزبيري من القاهرة وقتل الأخير وهو على مقربة منه)، والأستاذ محمد الفسيل، داعيا إلى إنشاء حزب الله، هادفا إلى إيجاد صحوة تصحح المفاهيم الخاطئة التي أوجدتها الملكية والثورة على السواء؛ فقد كان—يقول: «إن اليمن لن تسترد كرامتها وعزتها إلا يوم يوجد بينها عشرات من المناضلين على الأقل يرضون بالجوع حتى الموت، وبالسجن حتى نهاية العمر، وبخراب البيوت حتى آخر حجر فيها، ويتقدمون إلى العمل الوطني على أساس النصر أو الموت».

## اغتياله
وصل الزبيري إلى برط (شمال صنعاء) ومن هناك وجه رسالته إلى شعب اليمن التي شرح فيها مبادئ حزب الله، ثم بدأ بدعوة القبائل إلى حزب الله ولمّ الشمل، وكانت دعوته عامة للملكيين والجمهوريين. وعاود الزبيري ورفاقه إصدار صحيفة «صوت اليمن» كلسان حال حزب الله، وبدأ الشعب يعلن ولاءه للحزب الجديد بعد الإحباط الذي عم المواطنين وخيبة أملهم في الثورة ورجالاتها؛ مما أقضّ مضاجع الملكيين الذين كانوا على مقربة من الزبيري الذي غزاهم في عقر دارهم، وأقض مضاجع القيادة في صنعاء فراحت تلمزه وحزبه في وسائل إعلامها.. إلى أن عاجلته رصاصات الغدر في إحدى تنقلاته؛ فخر شهيدا وهو يدعو إلى ما آمن به، وكان ذلك في أول نيسان/إبريل سنة 1965 م.
وقد قال اخر بيت شعري له
وقد ارتجت اليمن، وبكى الناس جميعهم، وحزنوا حزنا عظيما على فراق هذا العلم الشامخ الذي تتجاذبه التيارات الوطنية، وكل يدعي انتماءه إليه، وفق ما روى الزنداني.
وقد رحل الزبيري، وكان يعد لعقد مؤتمر وطني للقبائل والعلماء وقادة اليمن في «خمر»؛ فقد كان معروفا بحكمته وقدرته على تجميع الناس على مختلف انتماءاتهم الحزبية أو القبلية؛ يبش في وجوههم، ويستمع إلى آرائهم؛ حتى أن بعض من عرفوه يقولون بأنه من رجالات عصره قلما تجد له نظيرا أحبه خصومه وأصدقاؤه.. غير أن المؤتمر أقيم بعد استشهاده بجهود تلامذته، ومنهم الشيخ عبد الله الأحمر الذي كان يحبه الزبيري حبا شديدا، وكان يقول: «لولا أن الله ساق لنا هذا الشاب ما استطعنا أن نأمر بمعروف أو أن ننهى عن منكر».

## دور سياسي

### حزب الأحرار
حزب الأحرار هو حزب معارض أنشئ في يونيو 1944 ، معارضاً للإمام يحيى حميد الدين إمام المملكة المتوكلية اليمنية، تأسس الحزب برئاسة أحمد محمد نعمان وتولى الشاعر محمد محمود الزبيري المدير العام للحزب في يونيو 1944م، وأول نشاط للحزب كان القيام بتوجيه رسالة إلى الإمام يحيى حميد الدين تضمنت المطالب لمعالجة الأوضاع والمظالم التي يعاني منها الشعب.
تأسس الحزب في مدينة عدن بجنوب اليمن في ظل احتلال عدن من بريطانيا. بعد فترة من الزمن أوقفت السلطات البريطانية نشاطه.

### الجمعية اليمنية الكبرى
لما رفعت بريطانيا الأحكام العرقية في مستعمرة عدن بعد الحرب العالمية الثانية قام النعمان والزبيري بتأسيس “الجمعية اليمنية الكبرى” والحصول على امتياز لإصدار صحيفة “صوت اليمن” في يناير 1946م كامتداد لحزب الأحرار ووضعت برنامجاً لنشر الوعي الثقافي والوطني عن طريق المحاضرات وإصدار صحيفة صوت اليمن وترأس الجمعية الزبيري، فيما تولىالنعمان سكرتيرها العام وجاء في بيان إنشاء الجمعية المطالبة بإنشاء مجلس شورى منتخب وإقرار دستور للبلاد وكفالة الحرية لكل فرد والمساواة بين المواطنين وقد اتسع نشاط الأحرار بين أوساط الجماهير بعد تأسيس الجمعية وكان همهم هو إنشاء مطبعة خاصة بالجمعية تمكنهم من طباعة صحيفتهم ونشراتهم وما يصدر من مؤلفات وكتيبات.
وقد قيل إن الشهيد الزبيري كتب أروع قصائده الوطنية في مقر الجمعية اليمنية الكبرى بعدن.. أبرزها قصيدته التي مطلعها يقول:
</ref>}}

### حزب الله
حزب الله هو حزب يمني أنشأه محمد محمود الزبيري عام 1963 في الجمهورية العربية اليمنية خلال فترة الصراع الملكي الجمهوري بعد قيام ثورة 26 سبتمبر وكان هدفه قيام دولة اليمن الإسلامية، واستمر فاعلاً حتى اغتيال مٌؤسسه وزعيمه القاضي محمد محمود الزبيري، وهو في طريقه إلى مؤتمر معارض للجمهوري في أبريل 1965.
كان الزُّبيري رافضاً للحكم الإمامي، ارتبطت الإمامة ببني هاشم، أو العلويين من آل عدنان، وحسب التقليد الزيدي لا يكون الإمام إلا فاطمياً، ذلك الحكم الذي خرج نفسه عن التقليد الزيدي في عدم قبول الوراثة في الحكم، ذلك لما ورث الإمام يحيى ولده أحمد، فالإمام الذي يخرج بسيفه ويتوفر فيه العدل مع شرط فاطميته.
لكنه بعد انتصار الثورة وقيام الجمهورية، وبوجود القوات المصرية كسلطة فاعلة داخل صنعاء، وجدها الزُّبيري لم تلب طموحه السياسي، فمال إلى معارضتها، وبعد مرور العام على الثورة، في 1963، انشقت قيادات يمنية على حكم عبد الله السلال الذي صار تحت الهيمنة المصرية، خلال الحرب بين الجمهوريين بدعم مصري بوجود قوات على الأرض، والملكيين بدعم سعودي، فكانت المواجهة صريحة بين الجمهورية العربية المتحدة والمملكة العربية السعودية آنذاك بسبب التدخل باليمن.
اجتمعت تلك القيادات وأبدت رغبتها في تشكيل معارضة ضد حكم عبد الله السلال، عرف بحزب الله، في ما بعد. وكان الهدف الظاهر هو إحلال السلام بإيقاف الحرب الطاحنة وتحقيق المصالحة الوطنية بين أبناء اليمن، أما الهدف الخفي فهو الدعوة إلى قيام دولة اليمن الإسلامية، وتطبيق الشريعة تطبيقاً علمياً .

## أعماله
ترك الزبيري آثارا وبصمات وأعمالا تدل على عظمته وعلمه وحبه لشعبه، ولم يترك الزبيري قضية عربية أو إسلامية إلا وتحدث عنها شعرا أو نثرا، ولعل من أشهرها قصيدة «عالم الإسلام» التي ألقاها في مؤتمر حاشد في باكستان.
كما اهتم الزبيري في أشعاره بقضية الإسلام الأولى «فلسطين»، وله فيها قصيدته الشهيرة «في سبيل فلسطين»، وله قصيدة مشهورة بعنوان «ثورة»، وهي من أشهر القصائد الحماسية لشاعر الثوار.
وللزبيري مؤلفات كثيرة؛ منها ما طبع، ومنها ما لم يطبع إلى الآن.. نذكر منها 3 دواوين شعر، هي: «صلاة في الجحيم»، و«ثورة الشعر»، و«نقطة في الظلام». ورواية واحدة هي «مأساة واق الواق»، وله عدد من المؤلفات السياسية والرسائل الثقافية؛ منها «الإمامة وخطرها على وحدة اليمن»، و«الخدعة الكبرى في السياسة العربية»، و«مطالب الشعب».
أصدر شاعرنا ديواني شعر الأول «ثورة الشعر» والثاني : «صلاة في الجحيم»، وما نشر في هذين الديوانين هو الجزء الأقل من شعره، ولا زالت هناك مجموعات كبيرة من شعره تنتظر من يقوم بطبعها.
- صدر للشاعر الكتب السياسية التالية:
  1. دعوة الأحرار ووحدة الشعب
  2. الإمامة وخطرها على وحدة اليمن
  3. الخدعة الكبرى في السياسة العربية
  4. مأساة واق الواق، تحدث فيه عن مصير جلادي اليمن وعن مصير الشهداء الذين سقطوا دفاعاً عن اليمن وشعبه متبعاً اسلوب، «رسالة الغفران» للمعري.

### الثورة
إلى أن قال فيها: